# Prévoyance professionnelle en Suisse

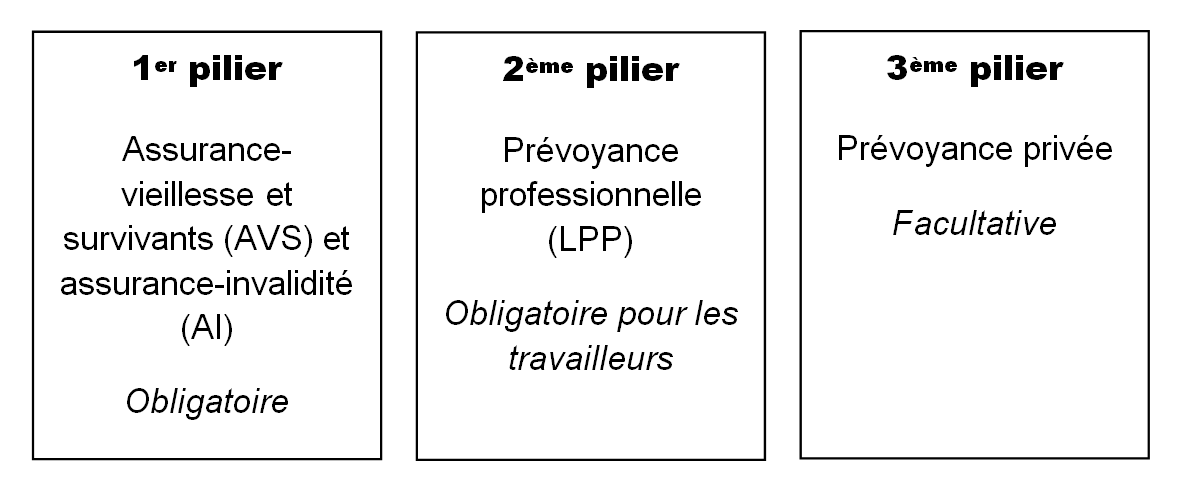
Le système des trois piliers.

La loi sur la prévoyance professionnelle (LPP), de son nom complet loi fédérale sur la prévoyance professionnelle vieillesse, survivants et invalidité, est une loi suisse adoptée en 1982 définissant la prévoyance professionnelle, soit un complément au système de retraite.
La prévoyance professionnelle est gérée par environ 1 300 caisses de pension. Elle fait partie du système des trois piliers, dont elle constitue le deuxième. Il s'agit d'un système de retraite par capitalisation ; l'AVS (1er pilier) étant un système de retraite par répartition.

## Histoire
Avant 1914, il n'existe que quelques caisses de pensions, surtout dans l’administration publique.
Opposées au renforcement de l'AVS (premier pilier géré par l'État), les assurances privées défendent l'idée d'un deuxième pilier obligatoire géré par les caisses de pensions privées,. L'idée est reprise par le Conseil fédéral en 1963,.
Le 3 décembre 1972, le projet du Conseil fédéral instaurant le système des trois piliers (avec deuxième pilier obligatoire) est accepté par 74 % des votants. Le 1er janvier 1985, la loi sur la prévoyance professionnelle entre en vigueur (soit dix ans après la date prévue,).
Entre 2000 et 2002, le parlement découvre que les compagnies d'assurances privées ont disposé librement des bénéfices des placements dépassant le taux d’intérêt  minimal (au lieu de constituer des réserves pour les personnes assurées, comme l'ont fait les caisses autonomes). pour un total de 20 milliards.
Entre 2002 et 2003, le parlement débat d'une première révision de la LPP (amélioration de la transparence et de la gestion paritaire, abaissement du taux de conversion, etc.), qui entre en vigueur entre 2004 et 2006. Le 19 mars 2010, le parlement adopte la réforme structurelle de la LPP, qui entre en vigueur entre 2011 et 2012.

## Description
Elle doit permettre aux assurés de maintenir leur niveau de vie antérieur et concerne les employés dont les revenus sont compris entre 21 330 francs et 85 320 francs (revenus recalculés depuis le 1er janvier 2019). La cotisation varie entre 7 % et 27 % du salaire brut, et l'employeur doit y participer à une hauteur minimum de 50 %.
Les prestations de la prévoyance professionnelle sont :
| En cas de retraite                   | En cas de décès                       | En cas d'invalidité                                                  |
| ------------------------------------ | ------------------------------------- | -------------------------------------------------------------------- |
| - Rente de retraite - Rente d'enfant | - Rente de veuf/ve - Rente d'orphelin | - Rente d'invalidité (en complément de la rente AI) - Rente d'enfant |

## Définitions
Au niveau des caisses, on distingue :
- Les caisses de pensions autonomes (crées par une entreprise pour ses employés, généralement de grandes entreprises)[9] ;
- L'assurance collective (contrats de groupe) gérée par une assurance privée (pour des petites ou moyennes entreprises)[9].

Concernant le calcul des rentes, il existe deux modèles :
- La primauté des cotisations : la rente dépend du capital accumulé. Le risque financier (performance des placements) est porté par l'assuré. C'est le modèle le plus courant parmi la grande majorité des 1 300 caisses de pension[9].
- La primauté des prestations : la rente dépend du salaire (un pourcentage du dernier salaire). Le risque est porté par l'assureur. En 2023, une trentaine de caisses utilisent ce modèle, favorable aux assurés[9].

### Taux d’intérêt minimal
L'avoir de vieillesse est crédité d'un intérêt. Les assureurs ont l'obligation de respecter le taux d’intérêt minimal LPP ; mais peuvent offrir à leurs assurés, un taux d'intérêt supérieur.
Selon l'article 15 de la LPP, le Conseil fédéral fixe le taux d'intérêt minimal. Pour ce faire, il tient compte de l'évolution du rendement des placements usuels du marché, en particulier des obligations de la Confédération ainsi que, en complément, des actions, des obligations et de l'immobilier. Le Conseil fédéral examine le taux d'intérêt minimal au moins tous les deux ans. À cet effet, il consulte la Commission fédérale de la prévoyance professionnelle et les partenaires sociaux. Ce taux d’intérêt minimal LPP est mentionné à l'article 12 de l'ordonnance sur la prévoyance professionnelle vieillesse, survivants et invalidité.
Au fil des années, le taux d’intérêt minimal LPP a connu des variations. Stable de 1985 à 2002 à 4 % , il est descendu sous la barre de 3 % en 2004, et sous la barre de 2 % en 2012, et resté à 1 % entre 2017 et 2023.
| Année     | Taux d’intérêt minimal LPP |
| --------- | -------------------------- |
| 1985-2002 | 4,00 %                     |
| 2003      | 3,25 %                     |
| 2004      | 2,25 %                     |
| 2005-2007 | 2,50 %                     |
| 2008      | 2,75 %                     |
| 2009-2011 | 2,00 %                     |
| 2012-2013 | 1,50 %                     |
| 2014-2015 | 1,75 %                     |
| 2016      | 1,25 %                     |
| 2017-2023 | 1,00 %                     |

### Taux de conversion
Le taux de conversion est utilisé pour calculer la rente annuelle en fonction du capital accumulé au moment de la retraite (dans le système de primauté des cotisations). Par exemple, un taux de 6,8 % et un capital de 100 000 francs donnent une rente annuelle de 6 800 francs.

### Quote-part minimale
Depuis 2004, les excédents (bénéfices) des assurances privées est réparti selon la quote-part minimale de distribution (legal quote). Elle prévoit que 90 % revient aux assurés et 10 % aux assureurs. Les excédents sont calculés de manière brute (avant déduction des charges et frais de fonctionnement), ce qui avantage les assureurs.

### Frais de gestion
Les frais de gestion des caisses de pensions sont de 1 400 francs par assuré par an ; contre seulement 25 francs francs par assuré par an pour l'AVS.

## Bases légales
- Constitution fédérale de la Confédération suisse (Cst.) du 18 avril 1999 (état le 3 mars 2024), RS 101, art. 111 et 113.
- Loi fédérale sur la prévoyance professionnelle vieillesse, survivants et invalidité (LPP) du 25 juin 1982 (état le 1er janvier 2024), RS 831.40.
- Ordonnance sur la prévoyance professionnelle vieillesse, survivants et invalidité (OPP 2)
- Ordonnance sur les déductions admises fiscalement pour les cotisations versées à des formes reconnues de prévoyance (OPP 3)
- Ordonnance sur le « fonds de garantie LPP » (OFG)

### Filmograhie
- Le protokoll - L'histoire cachée du deuxième pilier, film documentaire de Pietro Boschetti et Claudio Tonetti (2022). Avec le témoignage notamment de Ruth Dreifuss, Christine Egerszegi-Obrist, Toni Bortoluzzi, Hugo Fasel, Stéphane Rossini, Meinrado Robbiani (de).